# Fabio Albarelli
Fabio Albarelli (Verona, 26 de junho de 1943 — Veneza, 4 de outubro de 1995) foi um velejador italiano, medalhista olímpico. Ele competiu nos Jogos Olímpicos de Verão de 1968 na classe Finn e conquistou a medalha de bronze. Anos depois, mudou-se para a classe Soling.